# Anemone elongata
Anemone elongata är en ranunkelväxtart som beskrevs av David Don. Anemone elongata ingår i släktet sippor, och familjen ranunkelväxter. Inga underarter finns listade i Catalogue of Life.